# Руноб
Руноб (тадж. Руноб) — село в Раштском районе Таджикистана. Входит в состав сельской общины (джамоата) Аскалон. Расстояние от села до центра района (пгт Гарм) — 3 км, до центра джамоата (село Додбахт) — 7 км. Население — 359 человек (2017 г.), таджики. Население в основном занято сельским хозяйством. Расположен на левом берегу реки Сурхоб.